# Chválov (Olešná)
Chválov (německy Chwalow) je malá vesnice, část obce Olešná v okrese Pelhřimov. Nachází se 1,5 km na jih od Olešné. V roce 2009 zde bylo evidováno 14 adres. Trvale zde žije 46 obyvatel.
Chválov leží v katastrálním území Chválov u Pelhřimova o rozloze 1,18 km², poblíž rybníka Skalník.

## Další fotografie

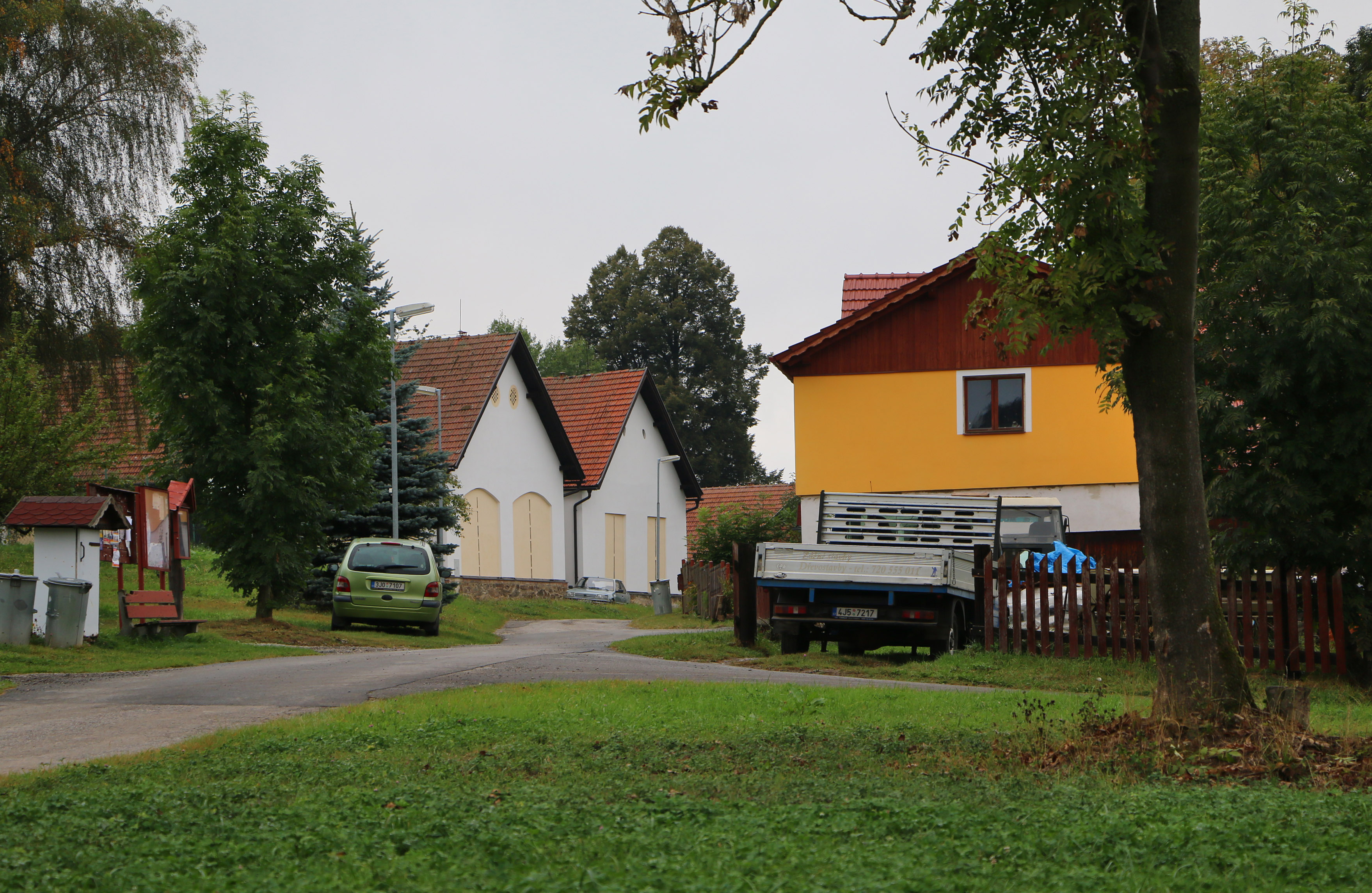
Pohled od jihu
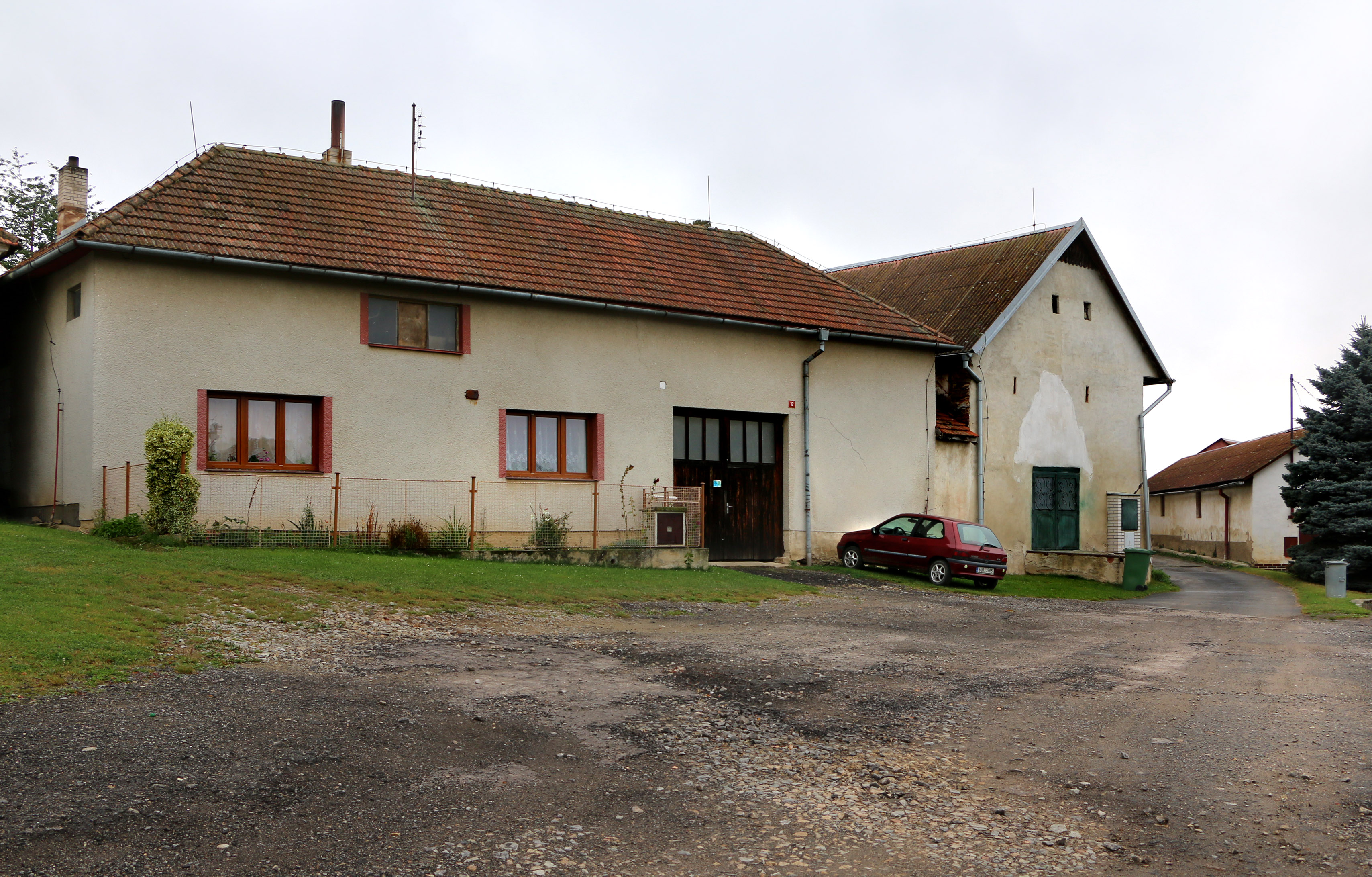
Dům čp. 12
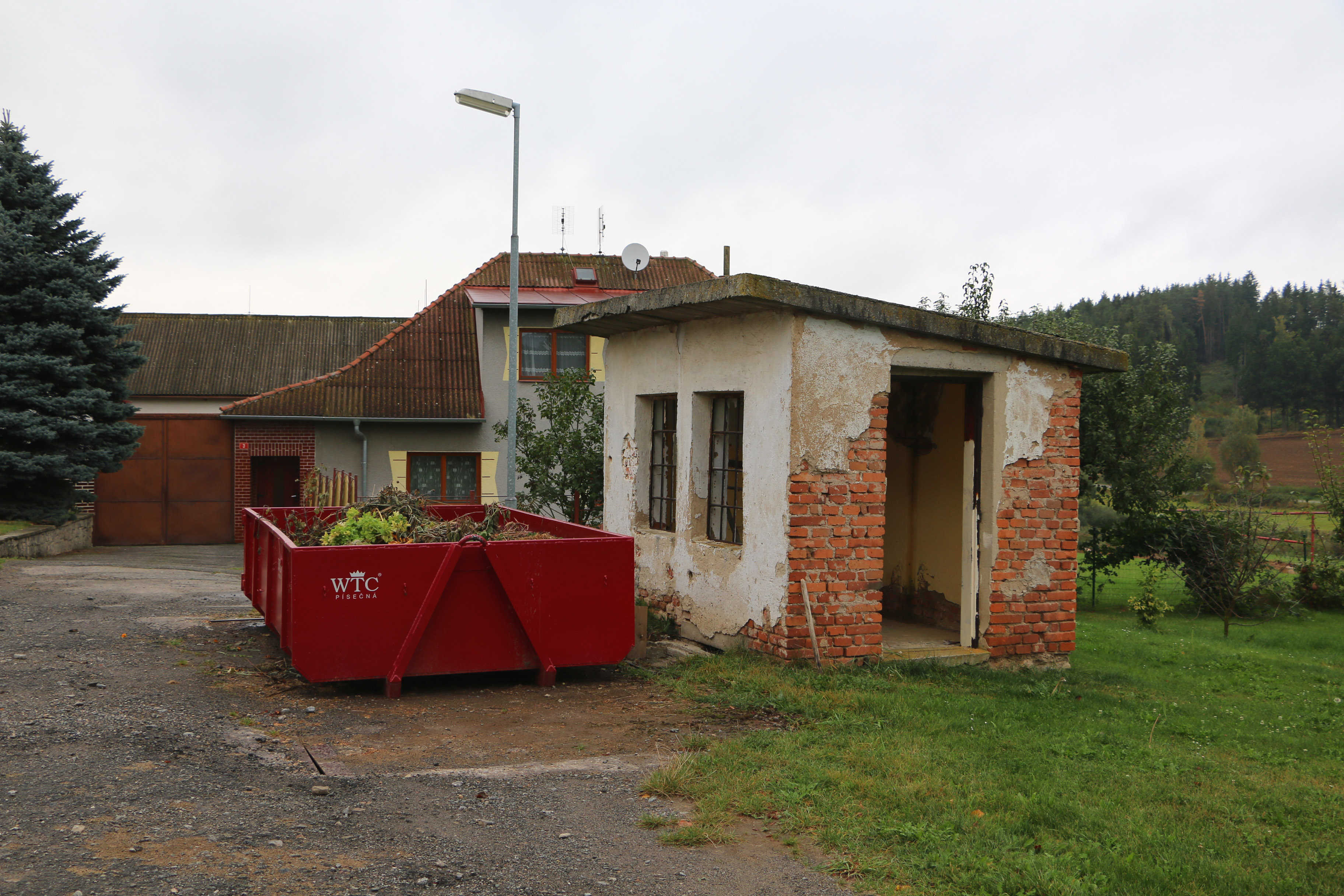
Stará váha
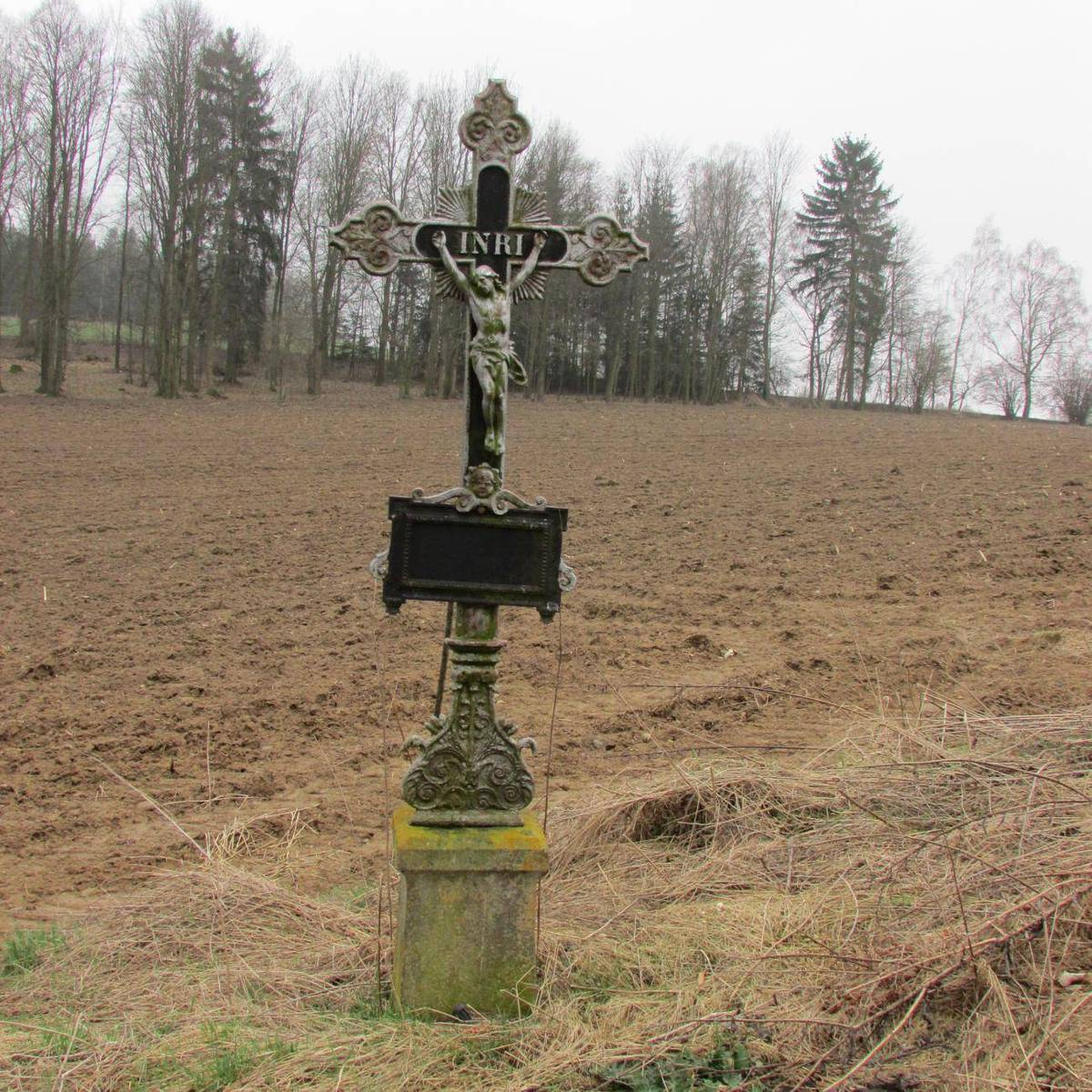
Kříž východně od Chválová směrem na Pelhřimov
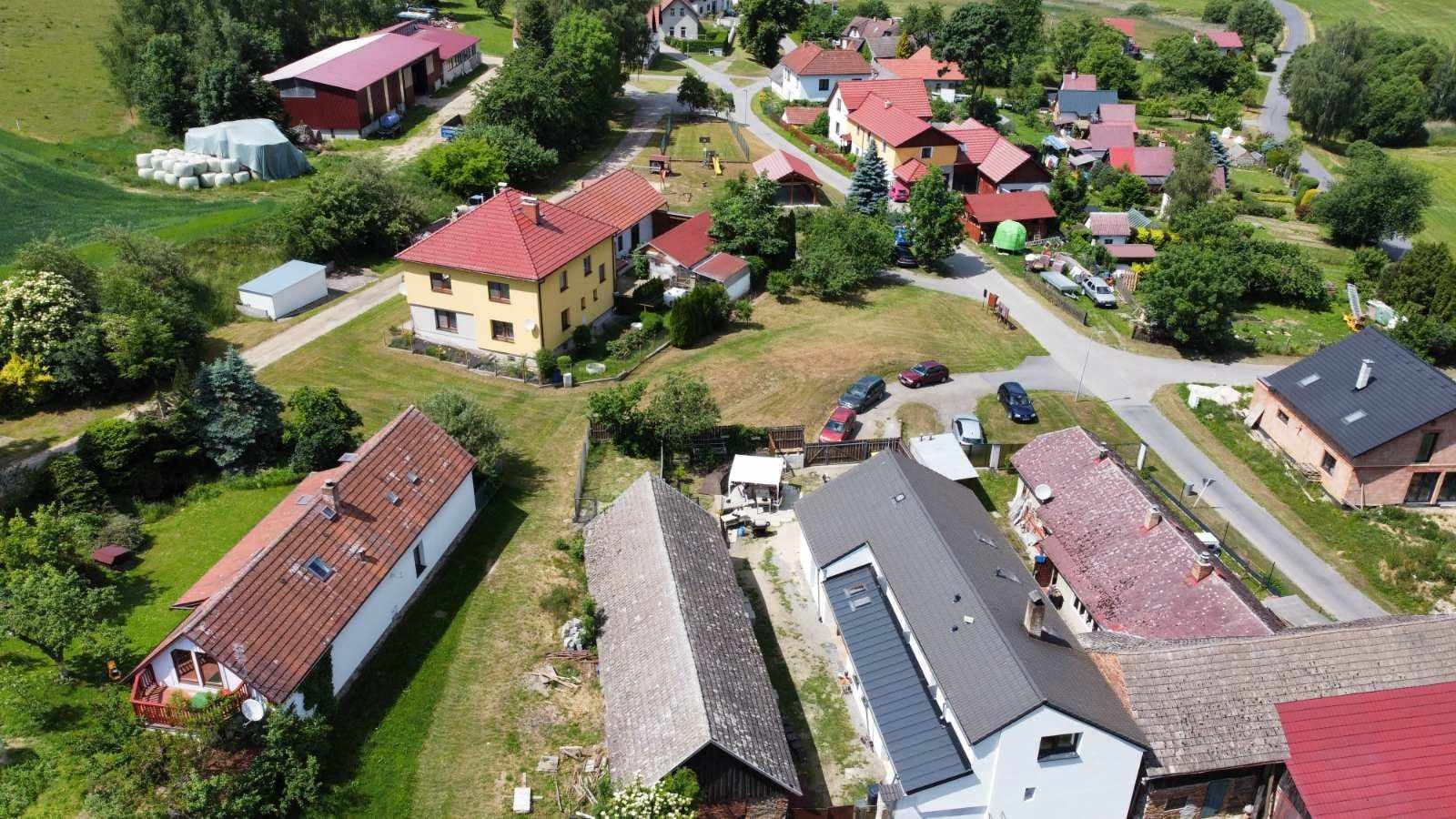
Pohled ze shora